# Wonderwall
«Wonderwall» (с англ. — «Чудесная стена») — песня британской рок-группы Oasis, написанная Ноэлем Гэллахером. Название происходит от одноименного фильма 1960-х годов и саундтрека к нему «Wonderwall Music», написанного Джорджем Харрисоном. Wonderwall — третий сингл из альбома (What's the Story) Morning Glory?, изданный в октябре 1995 года. Песня добралась до второго места в UK Singles Chart и принесла группе популярность в США, достигнув восьмого места в Hot 100, став единственным хитом Oasis, вошедшим в топ 10 в США. В чарте Австралии песня заняла первое место в феврале 1996 года. «Wonderwall» остается одной из самых популярных песен Великобритании; в 2008 она стала 76й в списке самых продаваемых синглов, всего было продано свыше 2 000 000 экземпляров, сингл получил статус платинового. Wonderwall получила приз за лучшее британское видео на вручении премии Brit Awards в 1996 году.

## История
По словам Ноэля эта песня о девушке, которую он встретил во время тура Oasis. Ранее в прессе утверждалось, что речь в песне идет о Мэг Мэттьюз, с которой Гэллахер встречался в то время (в 1997 году Гэллахер и Мэттьюз поженились и 4 года спустя развелись). В настоящее время Гэллахер утверждает, что речь идет не о ней, но ему пришлось подстроиться слухам: «Как Вы объясните своей жене, что песня о другой? Эта песня о воображаемой подруге, которая придет и спасет Вас от самого себя».
Изначально Ноэль хотел петь «Wonderwall» сам, но затем отдал её своему брату в обмен на исполнение другой песни альбома — «Don’t Look Back in Anger».
Песня дебютировала на фестивале Гластонбери 24 июня 1995 года.
В 2008 году Лиам Гэллахер признался в том, что ненавидит «Wonderwall», но вынужден исполнять песню каждый концерт.

## История создания
Песня изначально называлась «Wishing Stone». Галлахер рассказал журналу NME в 1996 году, что «Wonderwall» была написана для Мег Мэттьюз, его тогдашней подруги и будущей жены. Однако после того, как Галлахер и Мэттьюз развелись в 2001 году, он заявил, что песня не о ней: «Смысл этой песни был искажен СМИ, которые подхватили её, и как объяснить своей жене, что песня не о ней, после того, как она прочитала, что это так? Это песня об воображаемом друге, который спасет тебя от самого себя». Финальное название песни было вдохновлено сольным альбомом Джорджа Харрисона Wonderwall Music.
Песня была записана на Rockfield Studios в Уэльсе в течение двухнедельной сессии записи альбома Morning Glory в мае 1995 года. Моррис спродюсировал песню за полдня вместе с Галлахером, используя технику, известную как «brickwalling», чтобы усилить звук песни. Лиам Галлахер выступил в роли ведущего вокалиста на песне после того, как Ноэль предложил ему выбрать между «Wonderwall» и «Don't Look Back in Anger», другой песней из альбома, где ведущий вокал исполнил сам Ноэль. Все участники группы, кроме басиста Пола «Гигси» МакГигана, участвовали в записи, причём Ноэль играл на бас-гитаре вместо МакГигана. Это решение не понравилось Лиаму, который сказал Моррису: «Это не Oasis».
«Wonderwall» написана в фа-диез миноре и имеет умеренный танцевальный ритм в размере 4/4. Голос Галлахера в песне охватывает диапазон от E3 до F♯4.

## Обложка
Дизайн обложки был создан под влиянием работ бельгийского сюрреалиста Рене Магритта, фото было сделано на холме Примроуз, в северной части Лондона. Изначально было задумано, что в рамке будет находиться Лиам Гэллахер, но Ноэль отверг эту идею. Музыкант решил, что особую важность должен приобрести женский образ, поэтому в кадре оказалась Анита Хериет, сотрудница компании, записывающей Oasis, Creation Records.

## Награды и номинации
- В январе 1996-го песня стала #1 в топ-100 1995 года австралийской радиостанции Triple J (самый большой музыкальный хитпарад в мире).
- На церемонии Грэмми 1997 группа получила номинации за лучшее рок-выступление дуэта или группы и лучшую песню в стиле рок.[21].
- В мае 2005 года «Wonderwall» была выбрана лучшей британской песней всех времен; в опросе приняло участие более 8500 слушателей радиостанции Virgin Radio[22].
- В августе 2006 года «Wonderwall» заняла второе место в хит-параде песен на все времена, проведенном журналом Q Magazine, уступив другой песне Oasis «Live Forever»[23].
- В мае 2007 года журнал NME поместил «Wonderwall» на 27 место в списке 50 Величайших Инди хитов[24].
- 20 декабря 2007 года VH1 отдал «Wonderwall» 35 место в списке 100 лучших песен 90-х.
- В июле 2009 «Wonderwall» стала #12 из 100 лучших песен всех времен в голосовании, проведенном австралийской радиостанцией Triple J, всего было подано более 500 000 голосов[25].
- В декабре 2012 года песня заняла второе место в символическом списке «Лучшие композиции за 10 лет скробблинга» портала Last.fm[26].
- В сентябре 2021 года песня была внесена в список «500 величайших песен всех времён», где заняла 95 место[27].

## Значимые кавер-версии
Песня «Wonderwall» — одна из лидеров по количеству кавер-версий. Одна из самых известных кавер-версий в стиле easy listening принадлежит The Mike Flowers Pops; композиция заняла второе место в UK Singles Chart как и оригинальная песня Oasis. Кавер-версия от The Mike Flowers Pops была использована в фильмах Шакал и Суперзвезда.
Версия Райана Адамса, исполненная впервые в 2001 году и изданная в 2004 в альбоме Love Is Hell была одобрена Ноэлем Гэллахером. Эта кавер-версия использовалась в сериалах Тайны Смолвилля, О. С., Братья и сёстры, Обмани меня и современной версии 90210.
Другие исполнители и группы, создававшие кавер-версии «Wonderwall» — Cat Power, Ричард Чиз, Great Big Sea, Пол Анка (в стиле свинг-джаза), Beastie Boys (в стиле панк-рок), Ten Masked Men (дэт-метал), The Pretty Reckless (в стиле панк-рок), Hurts
В 2003 году канадская певица и композитор Мелисса Ребронйа записала кавер-версию «Wonderwall» на своем дебютном альбоме Embrace Yourself. Её композиция стала одним из самых часто скачиваемых треков на CD Baby в 2005 году.
Дружественная Oasis британская группа Radiohead в конце 90х исполнила «Wonderwall» в качестве шутки.
Музыка „Wonderwall“ построена на минорной гармонии i-III-VII-IV, которая используется во многих других песнях, например „Boulevard of Broken Dreams“ Green Day, „Electrical Storm“ U2, „What Goes Around.../...Comes Around“ Джастина Тимберлейка. Впоследствии „Wonderwall“ была использована в популярном мэшапе „Boulevard of Broken Songs“. В конце 2006 года Ноэль Гэллахер обвинил Green Day в плагиате мотива „Wonderwall“.
В 2003 году группа Girls Aloud выпустила песню „Life Got Cold“, которая получила жесткие отзывы критиков за то, что мелодия припева практически повторяет „Wonderwall“. Сходство мелодики очевидно, хотя группа Girls Aloud отвергла все обвинения в свой адрес. На одном из концертов Girls Aloud в 2007 году во время исполнения „Life Got Cold“ толпа зрителей начала петь слова из „Wonderwall“.
На фестивале Гластонбери 2008, Jay-Z исполнил „Wonderwall“. Часть песни включена в трек „Jockin Jay-Z“ его альбома 2009 года The Blueprint 3.
Гэри Лайтбоди из Snow Patrol исполнил „Wonderwall“ на музыкальном фестивале V-Festival 2009, после того, как Oasis отказались от участия.
В третьем сезоне сериала Остаться в живых (эпизод „Flashes Before Your Eyes“) Чарли Пэйс исполнял эту песню как уличный музыкант.
Песня была использована в играх Rock Band и Guitar Hero World Tour.
Песня прозвучала на Церемонии закрытия XXX летних Олимпийских игр 2012 в Лондоне в исполнении английской рок-группы Beady Eye, образованной бывшими участниками группы Oasis. Ноэл Галлахер участия в выступлении не принимал.

## Издания сингла
- UK CD CRESCD 215
  1. „Wonderwall“ — 4:19
  2. „Round Are Way“ — 5:42
  3. „The Swamp Song“ — 4:15
  4. „The Masterplan“ — 5:23
- UK 7» CRE 215
  1. «Wonderwall» — 4:19
  2. «Round Are Way» — 5:42
- UK кассета CRECS 215
  1. «Wonderwall» — 4:19
  2. «Round Are Way» — 5:42
- UK 12" CRE 215T
  1. «Wonderwall» — 4:19
  2. «Round Are Way» — 5:42
  3. «The Swamp Song» — 4:19
- USA CD 49K 78204
  1. «Wonderwall» — 4:15
  2. «Round Are Way» — 5:41
  3. «Talk Tonight» — 4:11
  4. «Rockin' Chair» — 4:33
  5. «I Am the Walrus» (Live) — 8:14
- USA кассета EPIC 78216
  1. «Wonderwall» — 4:15
  2. «Round Are Way» — 5:41
  3. «Talk Tonight» — 4:11

## Позиции в чартах
| Чарт                                    | Лучший результат |
| --------------------------------------- | ---------------- |
| Australian Singles Chart                | 1                |
| Austrian Singles Chart                  | 6                |
| Belgium Singles Chart (Flanders)        | 7                |
| Belgium Singles Chart (Wallonia)        | 7                |
| Chilean Airplay Chart                   | 1                |
| Dutch Singles Chart                     | 8                |
| Finnish Singles Chart                   | 11               |
| French Singles Chart                    | 10               |
| Norwegian Singles Chart                 | 5                |
| New Zealand Singles Chart               | 1                |
| Swedish Singles Chart                   | 12               |
| UK Singles Chart                        | 2                |
| U.S. Billboard Hot 100                  | 8                |
| U.S. Billboard Adult Top 40             | 30               |
| U.S. Billboard Modern Rock Tracks Chart | 1                |

## Музыканты
- Лиам Галлахер — ведущий вокал, тамбурин
- Ноэл Галлахер — акустическая и электрическая гитара, бэк-вокал, бас-гитара, piano
- Пол Артурс — акустическая гитара, меллотрон
- Алан Уайт — ударные